# Zsolt Daczi
Zsolt Daczi (Kiskunhalas, 12 de junio de 1969 – Budapest, 6 de agosto de 2007) fue un guitarrista húngaro. formó parte de grupos como Bikini y la banda de heavy metal Omen. También fundó un proyecto (Carpathia Project) y tocó en la banda de heavy metal Tirana Rockers.
Daczi luchó contra el cáncer en sus últimos años, cosa que le hizo retirarse de los escenarios.

## Bandas
- 1989–1992: Bikini
- 1993–1999: Tirana Rockers
- 1997–2004: Bikini
- 1999: Carpathia Project
- 2002–2007: Omen